# Reformerta kyrkor i återställd gemenskap
Reformerta kyrkor i återställd gemenskap (nederländska: Gereformeerde Kerken in Hersteld Verband) var ett kalvinistiskt trossamfund i Nederländerna, bildat av avhoppare från Nederländska reformerta kyrkan.
Det existerade mellan 1926 och 1946.